# Chloeres glareosa
Chloeres glareosa är en fjärilsart som beskrevs av Swinhoe 1885. Chloeres glareosa ingår i släktet Chloeres och familjen mätare. Inga underarter finns listade i Catalogue of Life.